# Oberea pupillata
Oberea pupillata är en skalbaggsart som först beskrevs av Leonard Gyllenhaal 1817.  Oberea pupillata ingår i släktet Oberea och familjen långhorningar.
Artens utbredningsområde är:
- Frankrike.
- Ukraina.

Arten har ej påträffats i Sverige. Inga underarter finns listade i Catalogue of Life.

## Bildgalleri

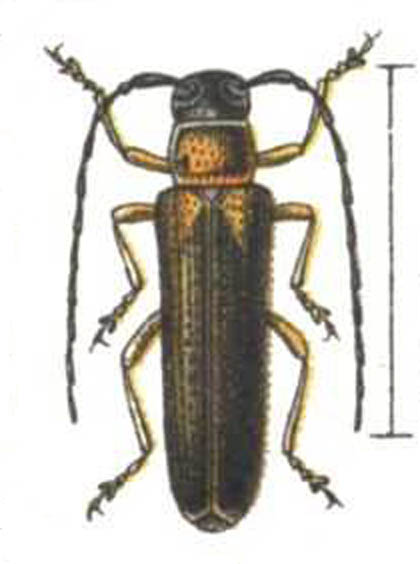
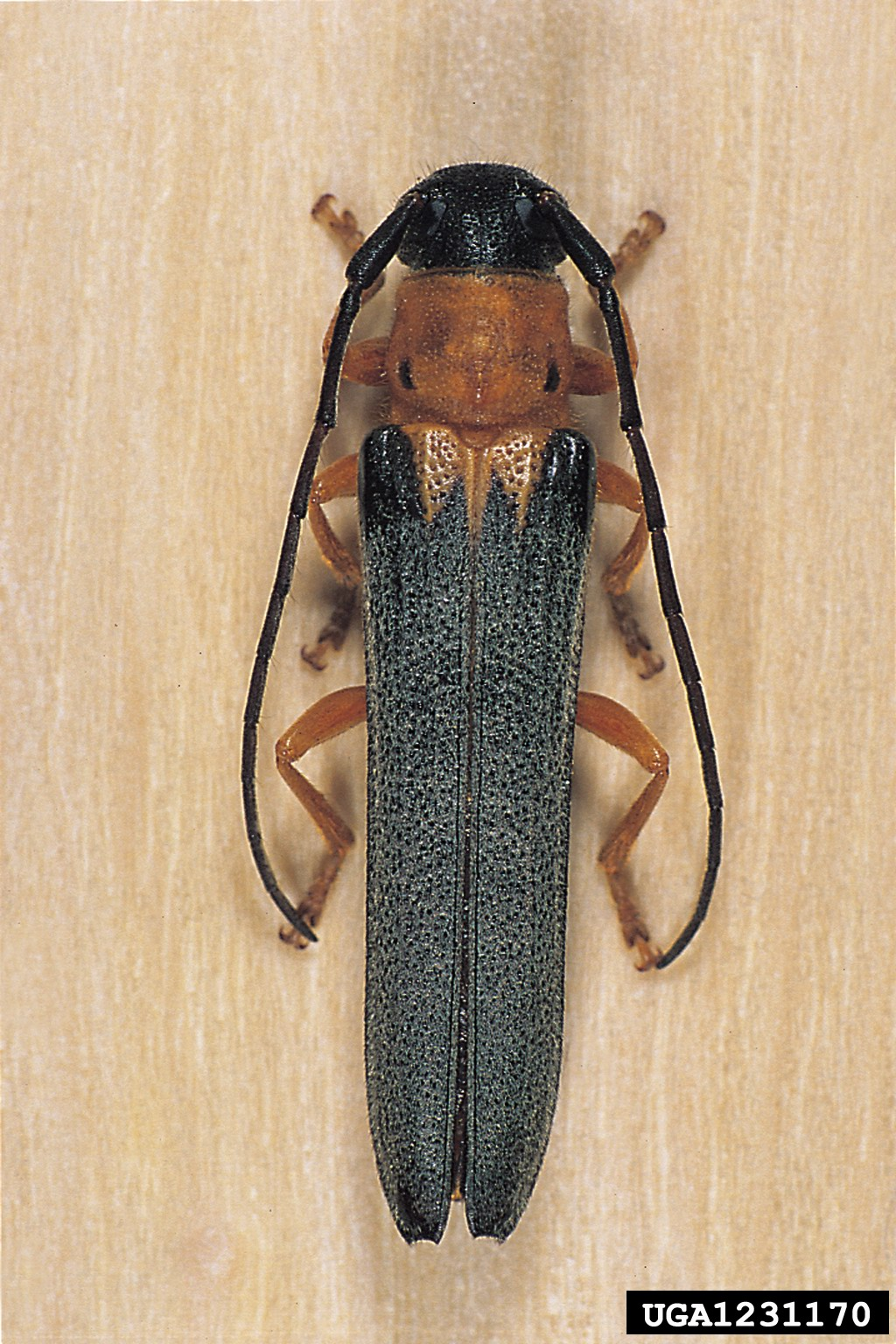